# ジャンヌ (ブラバント女公)

ブラバント女公ジャンヌの紋章

ジャンヌ・ド・ブラバント（Jeanne de Brabant, 1322年6月24日 - 1406年12月1日）は、ブラバント女公（在位：1355年 - 1406年）。義弟フランドル伯ルイ2世により侵略されるまで公位を保持した。ジャンヌの死後、ブラバント公位は大甥アントワーヌが継承した。

## 生涯
ジャンヌはブラバント公ジャン3世とマリー・デヴルー（エヴルー伯ルイの娘）の娘として1322年6月24日に生まれた。1334年、エノー伯ギヨーム2世と最初の結婚をしたが、夫ギヨーム2世と唯一の息子ギヨームが立て続けに死去し、両家の領地の統合はできなかった。
ジャンヌはルクセンブルク公ヴェンツェル1世と再婚した。ジャンヌとヴェンツェルが平和裏に首都に入ることを保証し、ジャンヌの妹たちが相続人となるよう、『Blijde Inkomst』といわれる有名なブラバントの統治法が1356年1月に届けられた。ブラバントの市民にとってはルクセンブルク家による支配よりもジャンヌの妹たちによる継承の方が受け入れることができたためである。この文書は無効であると見なされ、ジャンヌの妹マルガレーテと結婚したフランドル伯ルイ2世は1356年にブラバント公領を侵略し、妻の権利により自らをブラバント公と見なした。ブラバント公領がルイ2世の軍に侵略されると、ジャンヌとヴェンツェルは屈辱的なアト条約に署名し、メヘレンとアントウェルペンをルイ2世に譲渡した。1356年8月までに、ジャンヌとヴェンツェルは神聖ローマ皇帝カール4世に軍事的支援を求めている。カール4世はマーストリヒトにおいて町の代表者を含む関係者と会談し、ルクセンブルク家のために全員が『Blijde Inkomst』の一部を無効とすることに同意した。ブラバント公領の状況は、1371年のベスヴァイラーの戦いにおいてヴェンツェルが敗北し捕虜となったことでさらに悪化しつづけた。
ジャンヌは死に際し、姪マルグリット3世の四男アントワーヌがブラバント公位を継承することに同意した。
ジャンヌの墓は、1450年代後半までブリュッセルのカルメル会教会に建てられていなかったが、1459年に妹マルガレーテの曾孫フィリップ3世がその代金を支払い墓が建設された。フランス革命によりその墓は破壊され、その外観はローン・キャンベルの記述と絵をもとに再建されたが、キャンベルは墓は後からの思いつきであり、ブルゴーニュ公家の権利のための廉価な宣伝活動の一つであったと結論づけた。